# 日本書店商業組合連合会
日本書店商業組合連合会（にほんしょてんしょうぎょうくみあいれんごうかい）は、書籍、雑誌などを扱う書店、中小企業者の発展を目指すための業界団体。
出版四団体（日本書籍出版協会、日本雑誌協会、日本出版取次協会、日本書店商業組合連合会）と呼ばれているうちの一つ。
日本で70余年の歴史を持つ国内唯一の新刊書店の全国連合会である。

## 概要
日本書店商業組合連合会は「商工組合連合会」として、経済産業省並びに全国中小企業団体中央会の指導を得て、「書籍、雑誌小売業の中小企業者の改善発達を図るための必要な事業を行い、会員及びその組合員の公正な経済活動の機会を確保し、並びに経営環境の整備を図る」（日書連定款第1条）を大きな柱として活動している。
現在は、政策、組織、指導教育、広報、流通改善、取引改善、読書推進、書店再生、図書館の9常設委員会のほか、取引改善の中に「返品現地処理小委員会」を設け、年6回（5月、6月、9月、10月、12月、2月）定例理事会を行っている。
現在の会長は、矢幡秀治。

## 沿革
- 1945年（昭和20年）12月17日 - ｢日本出版物小売統制組合全国連合会｣（略称：全連）として創立。
- 1947年（昭和22年）4月17日 - ｢日本出版物小売協同組合連合会｣と改称。
- 1948年（昭和23年）10月10日 - ｢日本出版物小売業組合全国連合会｣と改称。
- 1972年（昭和47年）5月17日 - ｢日本書店組合連合会｣と改称。
- 1988年（昭和63年）6月20日 - それまでの任意団体から法人格を持った「日本書店商業組合連合会」に組織変更。
- 1988年（昭和63年）8月15日 - 国から設立認可され、同年8月23日に登記を完了。

## 書店くじ
毎年4月20日から30日（春の書店くじ）、10月27日から11月9日（読書週間書店くじ）に書店で配られるくじ。日本全国の書店くじ実施書店で500円の買い物につき1枚配られる。1986年にサン・ジョルディの日（4月23日）を制定したのに伴い、日本書店商業組合連合会が同記念日のPRを兼ねて書店くじを行ったのが始まり。賞品は図書カードまたは図書購入時に充当できる。